# 差庵聖托里尼公園
差庵聖托里尼公園（泰文：ซานโตรินี พาร์ค ชะอำ；英文：Santorini Park Cha Am）位於泰國中部佛丕府差庵縣（สัตหีบ；Cha Am）的一座以白色及藍色為主調的歐洲希臘聖托里尼風格建築的主題公園，為2012年3月24日起營業，布置以歐洲希臘東南的離島－聖托里尼為參考建築，耗資五千萬泰銖建成佔地面積約50萊（8公頃）的觀光遊樂、購物景點。部分香港 旅行團都把它列為景點之一。

## 建築
聖托里尼公園（Santorini Park）被分成兩個區域：
- 遊樂區（Park Zone）。
  - 40公尺高，25個廂座的摩天輪；
  - 從義大利進口的雙層璇轉木馬，需要額外付出120泰銖；
  - 魔幻博物館（Trick Art Museum）從2013年10月15日（星期二）開放，需要額外付出180泰銖，欣賞從大韓民國進口的立體藝術作品；
  - 鬼屋（Haunted House），2013年10月開放的美國式遊樂設施。
  - 聖托里尼水上樂園（Santorini Water Fantasy）：游泳池設有六線滑水梯、六環螺旋水道、…等嬉水設施。
- 購物區（Village Zone）：約140間商店及餐廳販賣衣服、精品及食物 。

## 地址
- 英文地址：Petcha Kasem Road（ถนน เพชรเกษม）, Cha Am, Phetchaburi, Thailand 76120.
- 中文地址：泰國，佛丕府，差庵縣（สัตหีบ），碧甲盛路（ถนน เพชรเกษม，即「四號公路」）。泰國郵遞區號：76120。
- 位於那央（นายาง；Na Yang）區政府署及越尼空哇集南佛寺（วัด นิคมวชิราราม；Wat Nikhom Wachira Ram）的斜對面。

## 外部連結
- 泰國差庵聖托里尼公園官方網站 （页面存档备份，存于）（泰文、英文）